# 8e sessie van de Commissie voor het Werelderfgoed

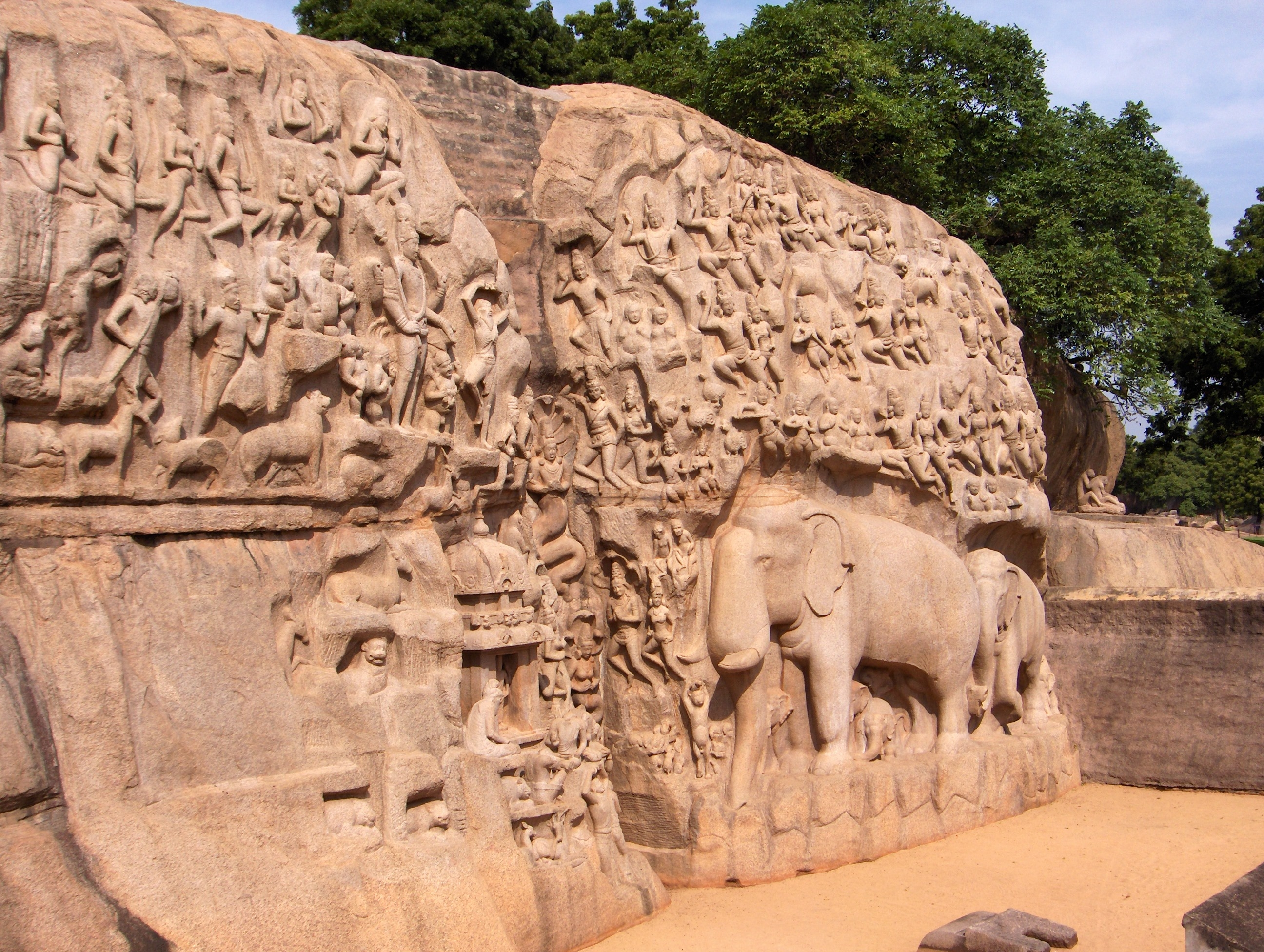
Monumentengroep bij Mahabalipuram

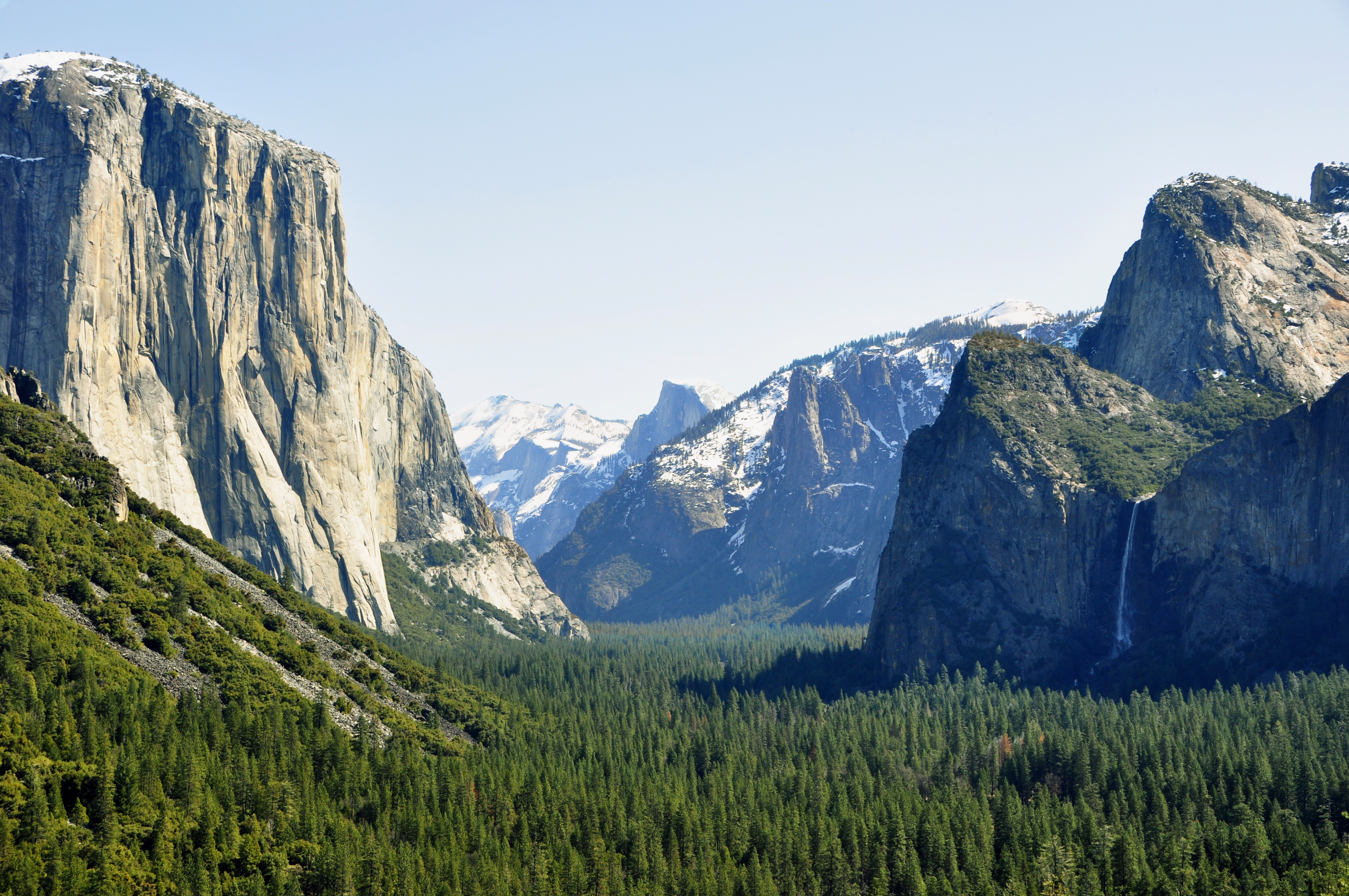
Yosemite National Park

De 8e sessie van de Commissie voor het Werelderfgoed van UNESCO vond van 29 oktober tot 2 november 1984 plaats in Buenos Aires in Argentinië. Er werden 22 nieuwe omschrijvingen aan de werelderfgoedlijst toegevoegd. Hiervan waren 15 dossiers met betrekking tot cultureel erfgoed en 7 met betrekking tot natuursites. Op de rode lijst werden drie locaties toegevoegd. Het totale aantal inschrijvingen komt hiermee op 185 (131 cultureel erfgoed, 7 gemengde omschrijvingen en 47 natuurlijk erfgoed).

## Wijzigingen in 1984
In 1984 zijn de volgende locaties toegevoegd:

### Cultureel erfgoed
- Colombia: Haven, forten en groep monumenten in Cartagena
- Duitsland: Slot Augustusburg en slot Falkenlust in Brühl
- India: Zonnetempel van Konárak
- India: Monumentengroep bij Mahabalipuram
- Libanon: Anjar
- Libanon: Baalbek
- Libanon: Byblos
- Libanon: Tyrus
- Spanje: Historisch centrum van Córdoba (uitgebreid in 1994)
- Spanje: Alhambra, Generalife en Albaicín, Granada (uitgebreid in 1994)
- Spanje: Kathedraal van Burgos
- Spanje: Klooster en plaats van het Escorial, Madrid
- Spanje: Werken van Gaudí (uitgebreid in 2005)
- Vaticaanstad: Vaticaanstad
- Verenigde Staten van Amerika: Vrijheidsbeeld

### Natuurerfgoed
- Argentinië: Nationaal park Iguazú
- Canada: Parken in de Canadese Rocky Mountains (uitgebreid in 1990)
- Congo: Nationaal park Salonga
- Malawi: Nationaal park Lake Malawi
- Nepal: Nationaal park Royal Chitwan
- Verenigde Staten van Amerika: Nationaal park Yosemite
- Zimbabwe: Nationaal park Mana Pools, safarigebieden Sapi en Chewore

### Uitbreiding
In 1984 werd een werelderfgoed uitgebreid met gelijkwaardige locaties in Brazilië:
- Argentinië / Brazilië: Jezuïetenmissies van de Guaraní: San Ignacio Mini, Santa Ana, Nuestra Señora de Loreto, Santa Maria Mayor en de ruínes van São Miguel das Missões

Strikt gezien kan ook Parken in de Canadese Rocky Mountains als een uitbreiding aanzien worden gezien hier de voorgaande aparte nominatie van Burgess Shale werd in opgenomen.

### Verwijderd van de rode lijst
In 1984 zijn geen locaties verwijderd van de rode lijst.

### Toegevoegd aan de rode lijst
In 1984 zijn drie locaties toegevoegd aan de rode lijst, de lijst van bedreigd werelderfgoed.
- Nationaal vogelreservaat Djoudj, Senegal (rode lijst tot 1988)
- Beschermd gebied van de Ngorongoro, Tanzania (rode lijst tot 1989)
- Nationaal park Garamba (rode lijst tot 1992, en terug vanaf 1996, sindsdien nog niet verwijderd van rode lijst)

1977 · 
1978 · 
1979 · 
1980 · 
1981 · 
1982 · 
1983 · 
1984 · 
1985 · 
1986 · 
1987 · 
1988 · 
1989 · 
1990 · 
1991 · 
1992 · 
1993 · 
1994 · 
1995 · 
1996 · 
1997 · 
1998 · 
1999 · 
2000 · 
2001 · 
2002 · 
2003 · 
2004 · 
2005 · 
2006 · 
2007 · 
2008 · 
2009 · 
2010 · 
2011 · 
2012 · 
2013 · 
2014 · 
2015 · 
2016 · 
2017 · 
2018 · 
2019 · 
2020-2021 ·
2022-2023 ·
2024 ·
2025